# Wolfartsweiler (Bad Wurzach)
Wolfahrtsweiler ist ein Weiler auf der Gemarkung Unterschwarzach, der zur Stadt Bad Wurzach im Landkreis Ravensburg gehört.

## Lage
Wolfartsweiler liegt etwa 1,1 km westlich von Oberschwarzach, 1,7 km östlich von Hummertsried und 1 km südlich von Adelshofen. Rund 1 km südlich befindet sich Unterschwarzach, wo auch eine Anbindung an die B 30 besteht.
Das Freizeitnetz des Radnetzes Baden-Württemberg führt von Unterschwarzach durch Wolfartsweiler weiter nach Füramoos.

## Geschichte
Die erste Erwähnung des Ortes Wolfartsweiler, ursprünglich als Wolffartschwyler belegt, stammt aus dem Jahr 1530. Zu dieser Zeit war Wolfartsweiler ein österreichisches Lehen und befand sich im Besitz der Herren von Hummertsried. Über die Adelsfamilien von Rotenstein und von Hinweil gelangte der Ort im Jahr 1618 an das Haus Waldburg.
Im Laufe seiner Geschichte gab es in Wolfartsweiler eine Burg (ca. 16 × 11 m), die heute abgegangen ist, also nicht mehr existiert. Im Jahr 1793 wurde Wolfartsweiler vereinödet. Die Existenz einer ersten Kapelle wird für den Anfang des 18. Jahrhunderts vermutet.

## Kapelle
Die Kapelle in Wolfartsweiler ist eine Ortskapelle aus dem 19. Jahrhundert. Sie besitzt einen Rechteckgrundriss mit einer eingezogenen, rund geschlossenen Chornische. Das Bauwerk ist mit einem Satteldach versehen, das über der Chornische abgewalmt ist. Eine Glocke hängt im hölzernen Giebelreiter, auf dem ein Kreuz thront.

## Windpark
Der Windpark Wolfahrtsweiler, besteht aus zwei Horizontalläufer-Windenergieanlagen des Herstellers AN Windenergie GmbH, Typenbezeichnung AN BONUS 1,3 MW/62. Beide Anlagen wurden am 20. Dezember 2004 in Betrieb genommen. Sie liefern als Volleinspeisung Strom ins Netz und sind fernsteuerbar. Es gibt keine Systeme zur Rotorblattenteisung und keine Auflagen für zeitweise Abschaltungen oder Leistungsbegrenzungen.
Jede Windenergieanlage hat eine Nennleistung von 1.300 kW. Bei 3,0 m/s Windgeschwindigkeit beginnen sie Energie zu liefern. Die Nennleistung wird bei 15,0 m/s erreicht; bei 25,0 m/s schalten die Anlagen ab. Die Überlebensgeschwindigkeit beträgt 55,0 m/s.

### Komponenten
Der Rotor hat einen Durchmesser von 62,0 m mit drei GFK-Blättern (Typ LM 29 / B30 von LM Glasfieber/Bonus). Die maximale Drehzahl beträgt 19/min, was einer Blattspitzengeschwindigkeit von 62 m/s (223,2 km/h) entspricht.
Das Getriebe ist ein dreistufiges Stirnrad-/Planetengetriebe mit einer Übersetzung von 1:79 von Flender.
Der Generator ist ein Asynchrongenerator von ABB, der maximal 1.500/min erreicht und 690 V Spannung liefert. Die Netzaufschaltung erfolgt mittels Thyristoren bei 50,0 Hz Netzfrequenz.
Der Turm ist ein konischer Stahlrohrturm (Hersteller: Roug/KGW/SSC) mit einer Nabenhöhe von 68 m.

### Massen und Gewichte
Das Gesamtgewicht einer Anlage beträgt 280,0 t. Davon entfallen 30,0 t auf den Rotor, 50,0 t auf die Gondel und maximal 198,0 t auf den Turm.

### Standorte
| Foto |                 | Baujahr | Name             | Standort | Beschreibung | Metadaten                                              |
| ---- | --------------- | ------- | ---------------- | -------- | ------------ | ------------------------------------------------------ |
| BW   | Datei hochladen | 2004    | WEA 1 · Wikidata | Standort |              | P84(Architekt): P131(Ort):Bad Wurzach Region-ISO:DE-BW |
| BW   | Datei hochladen | 2004    | WEA 2 · Wikidata | Standort |              | P84(Architekt): P131(Ort):Wolfegg Region-ISO:DE-BW     |